# Snow White (film 1933)
Snow-White – amerykański film niemy z 1933 roku w reżyserii Dave'a Fleischera.

## Wyróżnienia
| Rok wpisania | National Film Registry |
| ------------ | --- |
| 1994         | Lista filmów budujących dziedzictwo kulturalne USA utworzona przez National Film Preservation Board i przechowywana w Bibliotece Kongresu Stanów Zjednoczonych |